# Tadmorv et Grotadmorv
Tadmorv (ベトベター, Betbeter, dans les versions originales en japonais) et son évolution, Grotadmorv (ベトベトン, Betbeton) sont deux espèces de Pokémon de première génération.
Issus de la célèbre franchise de médias créée par Satoshi Tajiri, ils apparaissent dans une collection de jeux vidéo et de cartes, dans une série d'animation, plusieurs films, et d'autres produits dérivés, ils sont imaginés par l'équipe de Game Freak et dessinés par Ken Sugimori. Leur première apparition a lieu au Japon en 1996, dans les jeux vidéo Pokémon Vert et Pokémon Rouge. Ces deux Pokémon sont tous du type poison et occupent respectivement les 88e et 89e emplacements du Pokédex, l'encyclopédie fictive recensant les différentes espèces de Pokémon.

## Création
Propriété de Nintendo, la franchise Pokémon est apparue au Japon en 1996 avec les jeux vidéo Pocket Monsters Vert et Pocket Monsters Rouge. Son concept de base est la capture et l'entraînement de créatures appelées Pokémon, afin de leur faire affronter ceux d'autres dresseurs de Pokémon. Chaque Pokémon possède un ou deux types – tels que l'eau, le feu ou la plante – qui déterminent ses faiblesses et ses résistances au combat. En s'entraînant, ils apprennent de nouvelles attaques et peuvent évoluer en un autre Pokémon.

### Conception graphique
La conception de Tadmorv et de Grotadmorv est le fait, comme pour la plupart des Pokémon, de l'équipe chargée du développement des personnages au sein du studio Game Freak. Leur apparence est finalisée par Ken Sugimori pour la première génération des jeux Pokémon, Pokémon Rouge et Pokémon Vert, sortis à l'extérieur du Japon sous les titres de Pokémon Rouge et Pokémon Bleu,. Sugimori expliquera que les rayures sur leur corps sont une tentative de contourner les limitations techniques de la Game Boy en leur donnant une impression de mouvement, car il était impossible d'animer les Pokémon lors des combats.

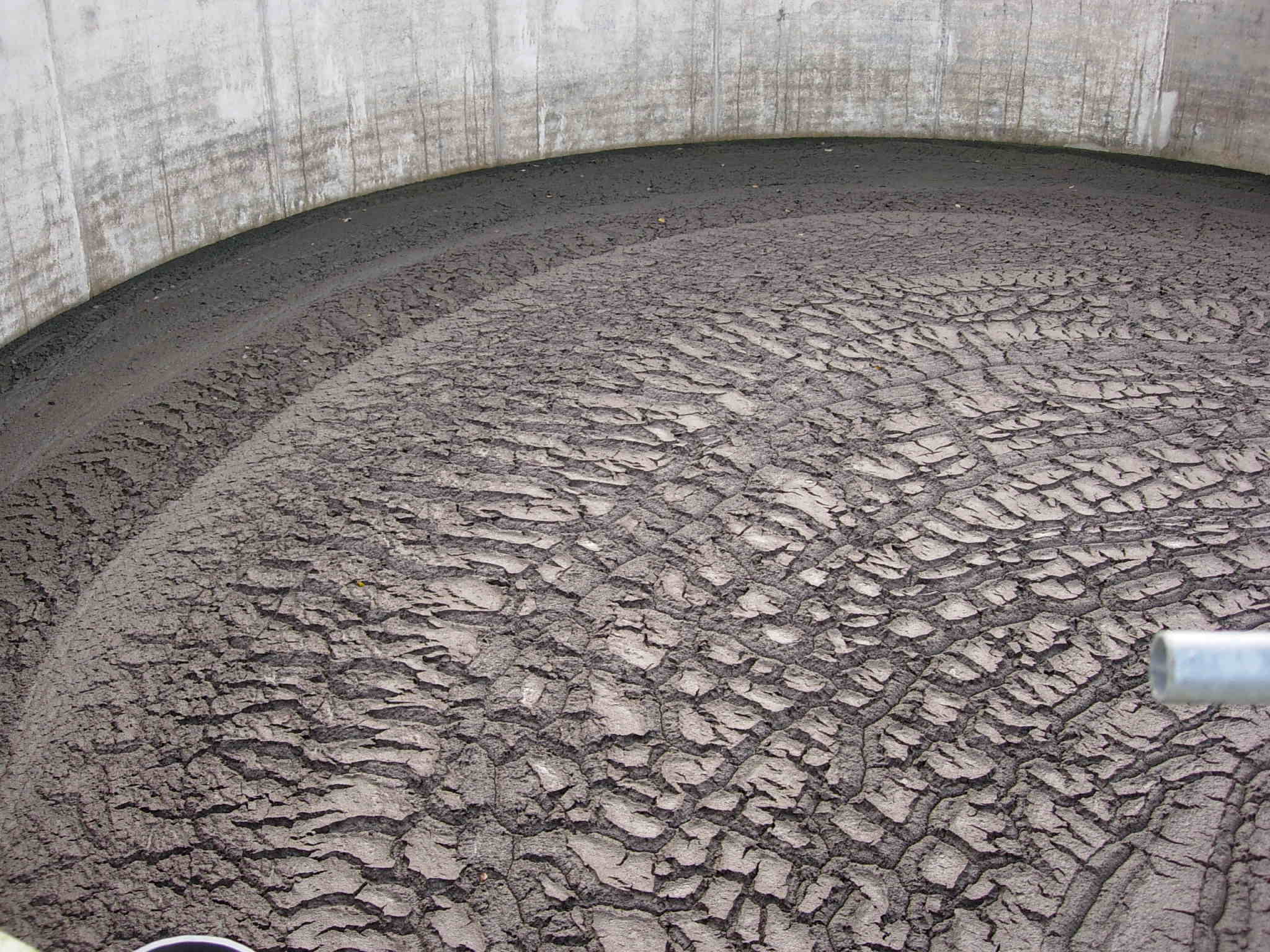
Des boues d'épuration qui ont pu inspirer les deux Pokémon.

Nintendo et Game Freak n'ont pas évoqué les sources d'inspiration de ces Pokémon. Néanmoins, certains fans avancent que ces deux Pokémon ont pu être inspiré par des boues d'épuration. Grotadmorv pourrait aussi être basé sur l'apparence de Hedorah, un kaijū japonais.

### Étymologie
Tadmorv et Grotadmorv sont initialement nommés Betbeter (ベトベター, Betobetā) et Betbeton (ベトベトン, Betobeton) en japonais. En japonais, « Betbeter » désigne un mot qui n'existe pas en français, désignant le bruit du doigt qui essaie de toucher une chose collante. Ces noms sont ensuite adaptés dans trois langues lors de la parution des jeux en Occident : anglais, français et allemand ; le nom anglais est utilisé dans les autres traductions du jeu.
Nintendo choisit de donner aux Pokémon des noms « astucieux et descriptifs », liés à l'apparence ou aux pouvoirs des créatures, lors de la traduction des jeux ; il s'agit d'un moyen de rendre les personnages plus compréhensibles pour les enfants, notamment américains. Betbeter est renommé « Grimer » en anglais, « Sleima » en allemand et « Tadmorv » en français, et Betobeton devient « Muk » en anglais, « Sleimok » en allemand et « Grotadmorv » en français. Selon IGN, Grimer vient du mot « grime » (crasse en français) et son évolution du mot « muck » (boue). Les noms français sont des contractions des termes « tas de morve » et « gros tas de morve ». Julien Bardakoff, traducteur français des versions rouge et bleue, affirmera avoir reçu une lettre de plainte de l'association Familles de France pour ces noms.

## Description
Ces deux Pokémon sont l'évolution l'un de l'autre : Tadmorv évolue en Grotadmorv. Dans les jeux vidéo, cette évolution survient en atteignant le niveau 38,.
Comme pratiquement tous les Pokémon, ils ne peuvent pas parler : lors de leurs apparitions dans les jeux vidéo tout comme dans la série d'animation, ils ne peuvent pas parler et ne sont seulement capables de communiquer verbalement en répétant les syllabes de leur nom d'espèce en utilisant différents accents, différentes tonalités, et en rajoutant du langage corporel.

### Tadmorv
Tadmorv est un Pokémon de type poison de première génération. Comme son nom le laisse entendre, Tadmorv est une saleté ambulante, toxique et dégoutante.

### Tadmorv d'alola
```
Tadmorv a été aperçu à Alola dans une autre forme : il est vert avec des "lèvres" jaunes et une langue.
```

### Grotadmorv
Grotadmorv est un Pokémon de type poison. C'est un Pokémon dégoutant, émanant une odeur putride et malsaine. Il se nourrit de déchets et autres détritus. 

### Grotadmorv d'alola
Il est de type poison et ténèbres, comme sa première évolution et il est rose, jaune et bleu car il aurait mangé beaucoup trop de déchets laissés par les habitants d'alola

## Apparitions

### Jeux vidéo
Tadmorv et Grotadmorv apparaissent dans la série de jeux vidéo Pokémon. D'abord en japonais, puis traduits en plusieurs autres langues, ces jeux ont été vendus à plus de 200 millions d'exemplaires à travers le monde. Ils font leur première apparition le 27 février 1996, dans les jeux japonais Pocket Monsters Aka (ポケットモンスター 赤, Poketto Monsutā Aka, Pocket Monsters Rouge) et Pocket Monsters Midori (ポケットモンスター 緑, Poketto Monsutā Midori, Pocket Monsters Vert) (remplacé dans les autres pays par la version Bleue). Depuis la première édition de ces jeux, Tadmorv et Grotadmorv sont réapparus dans les versions jaune, or, argent, cristal, rubis, saphir, émeraude,  rouge feu, vert feuille, diamant, perle, platine, noir 2 et blanc 2.
Il est possible d'avoir un œuf de Tadmorv en faisant se reproduire deux Pokémon dont au moins un Tadmorv ou un Grotadmorv femelle. Cet œuf éclot après 5 140 pas, et un Tadmorv de niveau 5 en sort. Tadmorv et Grotadmorv appartiennent au groupe d'œuf amorphe et ont les capacités « Puanteur », « Glue » et « Toxitouche ».
Tadmorv et Grotadmorv apparaissent également dans Pokémon Snap.

### Série télévisée et films
La série télévisée Pokémon et les films qui en sont issus narrent les aventures d'un jeune dresseur de Pokémon du nom de Sacha, qui voyage à travers le monde pour affronter d'autres dresseurs ; l'intrigue est souvent distincte de celle des jeux vidéo.